# Dobrodružstvá Janka Hraška
Dobrodružstvá Janka Hraška je československý loutkový seriál, který zobrazuje příběhy pohádkového hrdiny Janka Hraška. Seriál byl vyroben v roce 1981, režírovala ho Lucia Šebová. Seriál je kombinací loutkového divadla s hranými sekvencemi.

## Seznam dílů
1. Narodenie
2. V službe
3. Vandrovačka
4. Medzi zbojníkmi
5. Na kráľovskom hrade
6. Vojna
7. Chorá princezná
8. Zápas s obrom
9. Návrat